# Estônia nos Jogos Olímpicos de Verão de 1992
A Estônia nos Jogos Olímpicos de Verão de 1992, em Barcelona, na Espanha competiu representado por 37 atletas, sendo 33 homens e 4 mulheres, que disputaram provas de trinta e cinco modalidades esportivas de três esportes diferentes, o país conquistou um total de duas medalhas, sendo uma de ouro e uma de bronze e terminou na 34ª colocação no quadro geral de medalhas, que mostra o total de medalhas conseguido por cada país..

## Medalhistas
| Medalha | Nome                        | Esporte  | Evento                       |
| ------- | --------------------------- | -------- | ---------------------------- |
| Ouro    | Erika Salumäe               | Ciclismo | Sprint feminino              |
| Bronze  | Tõnu Tõniste Toomas Tõniste | Vela     | Equipe, Classe masculina 470 |